# Jón Daði Böðvarsson
Jón Daði Böðvarsson (Selfoss, 1992. május 25. –) izlandi válogatott labdarúgó, a Bolton Wanderers játékosa.
Az izlandi válogatott tagjaként részt vett a 2016-os Európa-bajnokságon.